# Bobby Orr
Robert Gordon Orr, OC (* 20. března 1948 Parry Sound, Ontario) je bývalý profesionální kanadský hokejista. Hrál na pozici obránce a je znám jako jeden z nejlepších hráčů hokejové historie. U příležitosti 100. výročí NHL byl v lednu 2017 vybrán jako jeden ze sta nejlepších hráčů historie ligy. V NHL hrál dvě sezony za Chicago Blackhawks a zbytek kariéry za Boston Bruins.
Dvakrát vyhrál Stanley Cup. Nejprve v roce 1970, kdy s týmem Boston Bruins porazili ve finále St. Louis Blues a poté v roce 1972, kdy vyřadili New York Rangers. V obou případech vstřelil vítězné góly a vyhrál Conn Smythe Trophy pro nejužitečnějšího hráče play-off. Do finále se s Boston Bruins dostal ještě jednou, v roce 1974, kdy ale neuspěli proti Philadelphia Flyers. Osmkrát v řadě vyhrál Norris Trophy pro nejlepšího obránce ligy, což je stále platný rekord. Také je stále jediným obráncem, který vyhrál Art Ross Trophy pro vítěze bodování ligy, kterou vyhrál dvakrát. Mezi obránci stále drží rekord v počtu bodů a asistencí v jedné sezoně. Také vyhrál třikrát za sebou Hart Trophy pro nejužitečnějšího hráče ligy.
Po ukončení kariéry se stal hráčským agentem, společně s Paulem Krepelkou a Rickem Curranem v roce 2002 založil Orr Hockey Group, která reprezentuje 33 aktivních hráčů v NHL, mezi něž patří Eric Staal, Cam Ward, Jeff Carter a Jason Spezza.

## Biografie

### Mládí
Narodil se v Parry Soundu, v kanadské provincii Ontario a již od dětství měl v hokeji talent, který objevili skauti Boston Bruins na turnaji v Ontariu, což přimělo tým přispět 1 000 dolarů jeho týmu a získat na něj práva. Ve čtrnácti podepsal s Boston Bruins smlouvu a v šestnácti se připojil k týmu Oshawa Generals v Ontario Hockey Association. Pravidla NHL zakazovala hráčům mladším osmnácti let hrát v této lize a tak musel čekat. Ve třetí sezoně vyhrál s Generals J. Ross Robertson Cup pro vítěze OHA a v roce 1966 vyhrál Memorial Cup pro nejlepší kanadský juniorský tým. V poslední sezoně s Generals zaznamenal v průměru 2 body za zápas. První smlouva s Boston Bruins mu zajistila 25 000 dolarů.

### Boston Bruins
Ve své první profesionální sezoně vyhrál Calder Memorial Trophy pro nejlepšího nováčka NHL. Přestože Boston Bruins skončili na posledním místě, s jeho příchodem se tým dosáhl vzestupu, v dalších devětadvaceti sezonách se vždy dostali do play-off. V prvním roce v týmu vyhrál Norris Trophy pro nejlepšího obránce ligy. Harry Howell z New York Rangers řekl, že je rád, že to stihl, protože Orr ji bude vyhrávat od další sezony až do konce kariéry.
V roce 1968 kvůli zranění odehrál pouze 46 zápasů, i přesto získal první ze svých rekordních osmi Norris Trophy v řadě. V roce 1970 nasbíral 120 bodů a stal se prvním obráncem, který vyhrál Art Ross Trophy pro vítěze bodování ligy. Stále je jediným obráncem, kterému se to povedlo. Kromě Art Ross Trophy a Norris Trophy vyhrál v této sezoně také Hart Trophy pro nejužitečnějšího hráče základní části sezony a později také Conn Smythe Trophy pro nejužitečnějšího hráče play-off. Stal se tak prvním hráčem, který vyhrál čtyři hlavní trofeje NHL.
V sezoně 1970 vedl Boston Bruins k zisku Stanley Cupu. Dne 10. května 1970 skóroval ve finále Stanley Cupu asi nejznámějším gólem hokejové historie, kterým tým Boston Bruins získal první Stanley Cup od roku 1941. Na gól nahrával po čtyřiceti sekundách v první části prodloužení Derek Sanderson. Když obránce St. Louis Blues Noel Picard viděl, že puk se dostává za brankáře Glenna Halla, podrazil Orra a ten s rukama nahoře, radující se z gólu letěl vzduchem. Fotografie která let zachytila vyhrála mnoho soutěží.
V roce 1971 byli Boston Bruins ještě silnější. V sezoně se jim povedlo překonat mnoho ofenzivních rekordů. Orr byl druhý v kanadském bodování soutěže, přesto vytvořil nový a stále platný rekord pro počet bodů v jedné sezoně zaznamenaný obráncem a pro statistiku plus-minus pro jakoukoliv pozici – +124. Boston Bruins se tak stali tím největším kandidátem na Stanley Cup, v play-off je ale zaskočili Montreal Canadiens s nováčkem Kenem Drydenem v brance. V roce 1972 vyhráli Boston Bruins další Stanley Cup, autorem vítězného gólu byl opět Bobby Orr. Ten vyhrál již podruhé Conn Smythe Trophy pro nejužitečnějšího hráče play-off. V roce 1973 se na jeho počtu zápasů nepříjemně projevily stále se zhoršující problémy se zraněným kolenem. I přesto dovedl Boston Bruins do finále Stanley Cupu, kde ovšem prohráli s Philadelphia Flyers.
V roce 1976 byl i přes několik operací kolene, kvůli kterým hrál v bolestech vyhlášen nejužitečnějším hráčem na mezinárodní soutěži Canada Cup.

### Chicago Blackhawks
Boston Bruins mu nabídli lukrativní nabídku, kde nabízeli i 18procentní podíl na vlastnictví Boston Bruins. Orrův agent a ředitel NHLPA Alan Eagleson mu ale řekl, že Chicago Blackhawks mají pro něj lepší nabídku. Říká se, že Eagleson neřekl Orrovi o podílu na vlastnictví týmu Boston Bruins. Don Cherry, který byl v té době trenérem Boston Bruins řekl, že Orr nepodepsal novou smlouvu s Boston Bruins, protože měl plnou důvěru v Eaglesonovi, často prý říkal, že je jako jeho bratr. Ve třech sezonách s Blackhawks odehrál kvůli četným zraněním pouhých 26 zápasů a poté v roce 1979 ukončil kariéru. Během kariéry vstřelil 270 gólů, měl 645 asistencí v 657 zápasech a 953 trestných minut. Pouze Wayne Gretzky, Mario Lemieux a Mike Bossy měli za své kariéry lepší průměr bodů na zápas.

### Styl hry
Inspiroval hokejovou veřejnost svou schopností útočit i bránit, což před jeho příchodem do NHL nebylo mezi obránci zvykem. Byl velmi rychlý, především zrychlení a tak se uměl pohybovat ve volném prostoru. Stanovil skoro všechny rekordy pro obránce.
V kontrastu s pouze defenzivní hrou obránců v 50. a 60. letech, vynikal v bruslení a forecheckingu. Jeho forechecking mu umožnil být přesně tam, kde je puk, což mu umožnilo nejen skórovat, ale také skvěle bránit. Kouč a generální manažer Boston Bruins Harry Sinden řekl, že se stal hvězdou už když hráli národní hymnu na jeho prvním zápase.
Výhodou bylo, že téměř celou kariéru odehrál v Boston Garden, která byla asi o tři metry kratší a o přes půl metru užší než standardní kluziště v NHL. To mu právě při forecheckingu umožnilo se vrátit daleko rychleji než bylo zvykem. Jeho styl hry nebyl šetrný k jeho kolenům, což mu výrazně zkrátilo kariéru.

### Důchod
V roce 1978 postoupil několik operací kolene a protože měl problémy s chůzí i bruslením, rozhodl se ukončit kariéru. Svůj poslední gól vstřelil 28. října 1978 na detroitském Olympia Stadium. NHL pro něj zrušila čekací lhůtu tří let a už v jednatřiceti letech ho uvedla do Hokejové síně slávy. Je tak jedním z desíti hráčů, kteří byli uvedeni bez čekání. Gordie Howe řekl, že ztráta Bobbyho Orra je největší ztráta, kterou kdy NHL utrpěla. Hodně pomohl k popularizaci ledního hokeje v severní Americe. V lednu 1979 bylo jeho číslo 4 vyřazeno týmem Boston Bruins. Při této příležitosti, diváci v Boston Garden nepřestaly tleskat a tak musel být zbytek večerního programu zrušen.
Je věrný bývalým hráčům a personálu Boston Bruins. Když se jeho bývalý spoluhráč Derek Sanderson ocitl v závislosti na alkoholu, drogách a bez peněz, Orr utratil své vlastní peníze na zaplacení kompletní rehabilitace. Později spolu založili vlastní business, kdy se starali o finance jiným hráčům. Pomohl také bývalému asistentovi trenéra Boston Bruins Johnu Forristallovi, když ho Tampa Bay Lightning v roce 1994 vyhodili za alkoholismus. Poté, co se Forristall vrátil do Bostonu, dostal se do potíží s bratrem a byl nezaměstnaný. Navíc mu byl zjištěn nádor mozku. Orr mu nabídl bydlení v jeho domě až do smrti. Forristall zemřel v jednapadesáti letech. Jeho jméno je Kanadském chodníku slávy. V roce 1979 se stal důstojníkem Řádu Kanady.
Později hrál jednu z hlavních rolí v kriminálním případu jeho právníka Alana Eaglesona. Sice o něm říkal, že je jako jeho vlastní bratr, ale když zjistil, že mu neříkal pravdu, tak změnil názor a přátelství ukončil. Nezávislý účetní po ukončení jeho kariéry zjistil, že mu hrozí bankrot a to i přesto, že měl jeden z nejvyšších platů té doby. Díky podporám a práci s veřejností se z finančních problémů dostal.
Kromě úmyslného mýlení svých klientů o podmínkách kontraktů také zneužíval NHLPA ke svému obohacení. Později byl Eagleson obviněn jak v Spojených státech amerických, tak v Kanadě a byl odsouzen k osmnácti měsícům vězení, z nichž si odseděl pouze šest. Byl jedním z devatenácti hráčů, kteří oznámili, že odejdou z Hokejové síně slávy pokud odtamtud nebude Eagleson vyhozen. Ten nakonec odešel v roce 1998, krátce po jeho obvinění.
Po řadu let si vybíral nejlepší hráče z kanadských juniorských lig spadajících pod CHL, které stavěl proti výběru bývalého trenéra Boston Bruins Dona Cherryho. Cherry ho považuje za nejlepšího hráče hokejové historie. Byl jedním z dvanácti nosičů olympijské vlajky na zahajovacím ceremoniálu olympijských her 2010 ve Vancouveru.

### Kariéra hráčského agenta
Po hráčské kariéře Orr sloužil jako asistent trenéra Chicago Blackhawks a jako konzultant NHL a Hartford Whalers. Mnoho let strávil jako bankovní manažer v Bostonu.
Později se stal hráčským agentem, když si jednu agenturu koupil v roce 1996. V roce 2002 se bostonská agentura Orr Hockey Group, většinově vlastněná Orrem stala nezávislou. Nejznámější hráči jsou Eric Staal, Jason Spezza, Jordan Staal, Nathan Horton, Rick DiPietro, Marc Staal, Jeff Carter, Tomáš Kaberle, Steve Downie, Anthony Stewart nebo Colton Orr.

### Osobní fakta
S manželkou Peggy má dvě děti, ani jedno z nich se nevěnuje hokeji. Své soukromí si chránil.

## Úspěchy a fakta
Mezi obránci je momentálně osmý v počtu gólů v kariéře, jedenáctý v počtu asistencí a devátý v počtu bodů.

V sezoně 1974–75 se stal prvním obráncem, který v jedné sezoně vstřelil 40 gólů.

Mezi lety 1968 a 1975 byl pokaždé jmenován do Prvního výběru hvězd NHL.

V roce 1967 byl jmenován do Druhého výběru hvězd NHL.

V roce 1967 získal Calder Trophy pro nejlepšího nováčka sezony.

Mezi lety 1968 a 1975 vyhrál osmkrát v řadě Norris Trophy pro nejlepšího obránce sezony.

V letech 1970 a 1975 vyhrál Art Ross Trophy pro vítěze kanadského bodování základní části sezony.

Mezi lety 1970 a 1972 vyhrál třikrát v řadě Hart Trophy pro nejužitečnějšího hráče základní části sezony.

V letech 1970 a 1972 vyhrál Conn Smythe Trophy pro nejužitečnějšího hráče play-off, stal se prvním hráčem, který trofej vyhrál dvakrát.

V letech 1970 a 1972 vyhrál Stanley Cup.

V letech 1970 a 1972 vyhrál kromě Stanley Cupu také Norris Trophy, Art Ross Trophy, Hart Trophy a Conn Smythe Trophy a stal se prvním hráčem v historii, který vyhrál všechny tyto hlavní trofeje v jedné sezoně.

Mezi lety 1968 a 1973 a v roce 1975 hrál Utkání hvězd NHL.

V roce 1970 vyhrál Lou Marsh Trophy pro nejlepšího kanadského sportovce roku.

Mezi lety 1969 a 1975 pokaždé, kromě roku 1973 vedl ligu ve statistice plus/minus.

V roce 1975 získal Lester B. Pearson Award pro nejužitečnějšího hráče ligy podle NHLPA.

V roce 1976 byl jmenován nejužitečnějším hráčem Canada Cupu.

V roce 1979 se stal důstojníkem Řádu Kanady.

V roce 1979 získal Lester Patrick Trophy za příspěvek k rozvoji ledního hokeje v USA.

V roce 1979 se stal nejmladším člověkem, který byl uveden do Hokejové síně slávy.

V roce 1970 obdržel ocenění "Sportovec roku" od magazínu Sports Illustrated.

Čtenáři novin Boston Globe ho zvolili nejvýznamnějším sportovcem v historii Bostonu.

V roce 1997 byl hokejovým magazínem The Hockey News zvolen druhým nejlepším hráčem hokejové historie, před něj se dostal pouze Wayne Gretzky.

V roce 1999 ho televizní stanice ESPN zvolila 31. nejvýznamnějším sportovcem 20. století.

### Rekordy
Nejvíce bodů zaznamenaných obráncem v jedné sezoně (139 v sezoně 1970–71).

Nejvíce asistencí zaznamenaných v jedné sezoně obráncem (102 v sezoně 1970–71).

Nejlepší statistika plus/minus v jedné sezoně (+124 v sezoně 1970–71).

Spoludržitelem rekordu pro nejvíce asistencí zaznamenaných v jednom zápase obráncem (6).

Mezi lety 1971 a 1981 byl držitelem rekordu pro nejvíce asistencí v jedné sezoně (102, překonali ho Wayne Gretzky a Mario Lemieux, stále drží tento rekord mezi obránci.

Mezi lety 1971 a 1986 držel rekord pro nejvíce gólů zaznamenaných v jedné sezoně obráncem (37, překonal ho Paul Coffey).

## Klubové statistiky
Nejlepší statistiky v kariéře jsou napsány tučně.
| Sezóna       | Klub               | Soutěž       |     | Základní část | Základní část | Základní část | Základní část | Základní část |    | Play off | Play off | Play off | Play off | Play off |
| Sezóna       | Klub               | Soutěž       | Z   | G             | A             | B             | TM            | Z             | G  | A        | B        | TM       |          |          |
| 1962–63      | Oshawa Generals    | Metro Jr.A   | 34  | 6             | 15            | 21            | 45            |               |    |          |          |          |          |          |
| 1963–64      | Oshawa Generals    | OHA          | 56  | 29            | 43            | 72            | 142           | 6             | 0  | 7        | 7        | 21       |          |          |
| 1964–65      | Oshawa Generals    | OHA          | 56  | 34            | 59            | 93            | 112           | 6             | 0  | 6        | 6        | 10       |          |          |
| 1965–66      | Oshawa Generals    | OHA          | 47  | 38            | 56            | 94            | 92            | 17            | 9  | 19       | 28       | 14       |          |          |
| 1966–67      | Boston Bruins      | NHL          | 61  | 13            | 28            | 41            | 102           | —             | —  | —        | —        | —        |          |          |
| 1967–68      | Boston Bruins      | NHL          | 46  | 11            | 20            | 31            | 63            | 4             | 0  | 2        | 2        | 2        |          |          |
| 1968–69      | Boston Bruins      | NHL          | 67  | 21            | 43            | 64            | 133           | 10            | 1  | 7        | 8        | 10       |          |          |
| 1969–70      | Boston Bruins      | NHL          | 76  | 33            | 87            | 120           | 125           | 14            | 9  | 11       | 20       | 14       |          |          |
| 1970–71      | Boston Bruins      | NHL          | 78  | 37            | 102           | 139           | 91            | 7             | 5  | 7        | 12       | 10       |          |          |
| 1971–72      | Boston Bruins      | NHL          | 76  | 37            | 80            | 117           | 106           | 15            | 5  | 19       | 24       | 19       |          |          |
| 1972–73      | Boston Bruins      | NHL          | 63  | 29            | 72            | 101           | 99            | 5             | 1  | 1        | 2        | 7        |          |          |
| 1973–74      | Boston Bruins      | NHL          | 74  | 32            | 90            | 122           | 82            | 16            | 4  | 14       | 18       | 28       |          |          |
| 1974–75      | Boston Bruins      | NHL          | 80  | 46            | 89            | 135           | 101           | 3             | 1  | 5        | 6        | 2        |          |          |
| 1975–76      | Boston Bruins      | NHL          | 10  | 5             | 13            | 18            | 22            | —             | —  | —        | —        | —        |          |          |
| 1976–77      | Chicago Blackhawks | NHL          | 20  | 4             | 19            | 23            | 25            | —             | —  | —        | —        | —        |          |          |
| 1978–79      | Chicago Blackhawks | NHL          | 6   | 2             | 2             | 4             | 4             | —             | —  | —        | —        | —        |          |          |
| Celkem v OHA | Celkem v OHA       | Celkem v OHA | 193 | 107           | 173           | 280           | 391           | 29            | 9  | 32       | 41       | 45       |          |          |
| Celkem v NHL | Celkem v NHL       | Celkem v NHL | 657 | 270           | 645           | 915           | 953           | 74            | 26 | 66       | 92       | 92       |          |          |

## Reprezentace
| Rok                       | Tým                       | Soutěž                    | Z | G | A | B | TM |
| ------------------------- | ------------------------- | ------------------------- | - | - | - | - | -- |
| 1976                      | Kanada                    | KP                        | 7 | 2 | 7 | 9 | 8  |
| Seniorská kariéra celkově | Seniorská kariéra celkově | Seniorská kariéra celkově | 7 | 2 | 7 | 9 | 8  |